# José Sanz Noguer
José Sanz Noguer (Córdoba, 20 de diciembre de 1882-Córdoba, 9 de marzo de 1958) fue un empresario y político español. Durante el primer cuarto del siglo XX llegó a ejercer como alcalde de Córdoba en varias ocasiones.

## Biografía
Nació en Córdoba en 1882.
Perito agrícola de profesión, desde 1912 fue concejal en el Ayuntamiento de Córdoba. Fue miembro del Partido Liberal, estando adscrito a la facción liberal-demócrata. En diciembre de 1917 fue elegido alcalde de Córdoba por la corporación municipal, cargo que ejerció hasta comienzos de 1920. Durante su mandato —que coincidió con los años del llamado «Trienio Bolchevique»— hubo de hacer frente a diversos problemas de carácter social, especialmente al problema crónico del paro.
Durante algún tiempo fungió como propietario del periódico cordobés La Voz, que había adquirido en subasta pública.
El 8 de agosto de 1929 fue nombrado alcalde de Córdoba, cargo que retuvo hasta comienzos de 1930. Esta segunda etapa coincidió con los últimos meses de la dictadura de Primo de Rivera. No volvería ocupar cargos de relevancia.
Falleció en Córdoba en 1958.